# Нестан-Дареджан Кахетинская
Нестан-Дареджан (груз. ნესტან-დარეჯანი; fl. 1556—1612) — царица-консорт Картли, царства в восточной Грузии, в качестве жены царя Симона I, за которого она вышла замуж в 1559 году. Нестан-Дареджан была дочерью Левана, царя Кахети, и единокровной сестрой его преемника на кахетинском престоле, Александра II. Её муж провёл около 50 лет в борьбе с сефевидским Ираном и Османской империей, дважды теряя трон и личную свободу. Нестан-Дареджан страдала ещё больше, будучи униженной своим единокровным братом, царём Кахети, который воспользовался трудностями Симона I, чтобы напасть и разграбить Картли. После того как в 1569 году Симона I отправили пленником в Иран, владения Нестан-Дареджан были разграблены князем Бардзимом Амилахори, тестем Александра. А в 1580 году, после возвращения Симона I в Картли и его поражения от Александра II при Дигоми, последний унёс после битвы исподнее своей единокровной сестры на острие копья. Нестан-Дареджан пережила своего мужа и умерла вскоре после 1612 года. В браке с Симоном Нестан-Дареджан было шестеро детей, в том числе наследникак картлийского престола Георгий X.

## Замужество
Нестан-Дареджан родилась от второго брака Левана, царя Кахети, с дочерью шамхала Тарки, на которой царь женился в 1529 году после развода со своей первой женой Тинатин Гуриели. Нестан-Дареджан вышла замуж за Симона I Картлийского в 1559 году. Этот союз был одним из первых междинастических браков между картлийской и кахетинской ветвями династии Багратионов, господствовавших над двумя отколовшимися частями некогда единого Грузинского царства. За этим союзом последовал пакт между двумя монархиями, одной из целей которого было изгнание иранского гарнизона из Тбилиси, столицы Картли. Леван в конце концов отступил, но позволил своему сыну и наследнику, царевичу Георгию, присоединиться к армии Симона. Грузины проиграли в последовавшем противостоянии, а Георгий был убит на поле боя.

## Преследование
После того, как иранская армия захватила Симона в битве и отправила его в заключение в Аламут в 1569 году, царица Нестан-Дареджан оказалась во враждебном окружении в Картли. Главные угрозы её безопасности исходили от её единокровного брата Александра II, отверженного сына Левана, после смерти которого он стал царем Кахетии, разгромив и убив своих единокровных братьев. Впав в немилость ставленника Сефевидов Дауд-хана, принявшего ислам брата Симона I, который был женат на родственнице Александра II, царица стала объектом притеснений со стороны князя Бардзима Амилахори, тестя Александра II, который вместе с князем Ксанским совершал набеги и полностью разграбил её вотчину.

## Возвращение к власти
Вторжение Османской армии на грузинские земли во главе с Лалой Мустафой-пашой и быстрый крах власти Дауд-хана в 1578 году вынудили иранцев освободить Симона I как единственного правителя, способного оказать сопротивление османскому наступлению. Вернувшись на родину, Симон I приказал арестовать своих внутренних врагов, включая князя Амилахори. Амилахори и князь Ксанский взмолились о пощаде и обратились к Нестан-Дареджан, которая уговорила своего мужа простить их, взяв взамен то, что было потеряно этими дворянами, а также Ахалгори и Меджуду у князя Каспи и Карби у Амилахори.

## Последние годы
Неприязнь Александра II, царя Кахети, к Симону I не уменьшилась из-за его ненависти к единокровной сестре. В 1580 году кахетинская армия застала Симона I врасплох, оставшегося без войск в Дигоми, и обратила его в бегство. Александр II не мог захватить Симона I, но сумел, по словам грузинской хроники, обесчестить Нестан Дареджан и, «как разбойник» ускакать, высоко подняв на копье исподнее своей единокровной сестры. Симон I поклялся отомстить и напал на войско Александра II в Хотори, разгромив кахетинцев и обратив Александра II в бегство.
После многих лет тяжёлых боёв богатое событиями правление Симона I закончилось в 1600 году, когда он был захвачен османской армией и отправлен в заключение в Константинополь. Ему наследовал его сын Георгий X. Нестан-Дареджан пережила и своего сына, умершего в 1606 году, и мужа, скончавшегося в плену в 1611 году. Его останки были привезены грузинским купцом Диаквнишвили из Константинополя к Нестан-Дареджан и погребены в кафедральном соборе Мцхеты. О дальнейшей жизни Нестан-Дареджан ничего не известно. Она дожила до восшествия на престол своего юного внука Луарсаба II, впоследствии канонизированного Грузинской православной церковью, и умерла после 1612 года.

## Дети
У Симона I и Нестан-Дареджан было шестеро детей: четыре сына и две дочери:
- Царевич Георгий (ок. 1560—1606), царь Картли под именем Георгия X;
- Царевич Луарсаб (fl. 1561—1589), захвачен в качестве заложника в Иране в 1582 году;
- Царевич Александр (fl. 1561—1589);
- Царевич Вахтанг (fl. 1600), временный наместник Ахалдабы и Дирби. У него был сын Луарсаб (умер в 1650 году), усыновлённый царём Картли Ростомом в 1639 году;
- Царевна Елена (fl. 1583—1609), была замужем за атабагом Самцхе Манучаром II Джакели;
- Царевна Фахриджан-бегум (fl. 1582), была замужем за царевичем Хамза-Мирзой, сыном шаха Тахмаспа I или Мухаммада Худабенде.